# コミカル&セクシー プロレスリングWAVE
コミカル&セクシー プロレスリングWAVEは、CS放送チャンネルのV☆パラダイスにて放送されたプロレス番組である。女子プロレス団体・プロレスリングWAVEの冠番組。

## 番組概要
2011年5月6日放送開始。
V☆パラダイスはいわゆるオリジナルビデオの専門チャンネルであるが、WAVEプロデューサーのGAMIは「プロレスをスポーツ番組でやるのは当たり前。あえて別のチャンネルで」とコメントしている。一方で高津戸顕V☆パラダイス営業グループ兼編成グループ統括マネジャーによると、Vシネマとプロレスは縁があり、過去に著名なプロレスラーがVシネマに多数出演していたとのこと。また、高津戸自身もプロレスファンであり、プロデューサーとして番組に関わる他、WAVEのタイトルマッチにて「タイトルマッチ宣言」を読み上げることもある。
番組では過去のWAVEの大会の模様はもちろん、所属選手へのインタビューやドキュメンタリーも放送される。
当初は月1放送であったが、2012年10月より毎週放送となった。GAMIは新日本プロレス（ワールドプロレスリング）・全日本プロレス（全日本プロレス マザー、2013年終了）に続いて毎週観られる団体になったことをアピールしている。女子プロレスの毎週放送は2009年6月から9月にかけてテレ玉で放送されたアイスリボン「レッスルアリーナ」以来となる。なお、毎週放送に伴い、それまでのFIGHTING TV サムライにおける後楽園ホール大会などのビッグマッチ中継は打ち切りになった（「速報!バトル☆メン」「女子プロレスのお仕事」などでの放送は継続されていたが、後にこれらも打ち切りとなる）。
2013年2月5日よりGYAO!でのインターネット配信も開始。
2013年10月13日より大阪市西部と兵庫県東部の一部地域を放送エリアとするケーブルテレビ局ベイ・コミュニケーションズのコミュニティチャンネルでも放送される。
2019年3月27日放送分を以て、約8年間の放送を終了。後番組には、旧全日本女子プロレスなどのレジェンド女子レスラーにスポットを当てた『女子プロレス伝説 超嬢血戦』がスタートした。

## 放送時間
- 放送開始より2012年9月まで：毎月第1金曜日20時から60分
- 2012年10月より2014年3月まで：毎週水曜日23時から30分
- 2014年4月より番組終了まで：毎週水曜日22時から30分

再放送もあり。

## 出演
WAVEの場内実況及びDVDと同じ布陣である。
- ナレーター：吉野希里（HaLe BaLe、WAVEリングアナウンサー）
- 解説：GAMI（ZABUN代表取締役）
- ゲスト解説：ZABUNグループ所属を中心とするWAVE参戦選手が随時
- 実況：泉井弘之介（RINGSTARS編集長）

## テーマ曲
- オープニング「Keep On」
- エンディング「ツヅクミチ」

いずれもHaLe BaLe

## スタッフ
- プロデューサー：高津戸顕